# Winfried Nöth

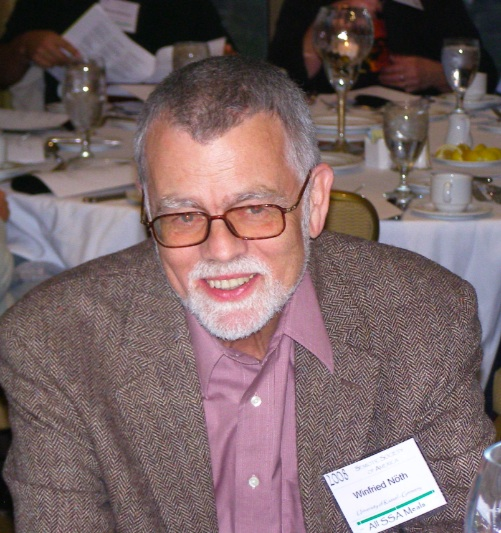
Winfried Nöth (2009)

Winfried Nöth (nascido em 12 de setembro de 1944 em Gerolzhofen) é um linguista e semiólogo alemão.
Depois de se formar no ensino médio em 1963 em Brunswick, Nöth estudou de 1965 a 1969 em Münster, Genebra, Lisboa e Bochum os idiomas Inglês, Francês e Português e em 1971 adquiriu seu doutorado na Universidade Ruhr de Bochum. Em Bochum ele também se tornou assistente do semiólogo Walter A. Koch. Depois de lecionar em Bochum e Aachen, em 1978, foi nomeado professor titular de Linguística Inglesa na Universidade de Kassel.
Em 1985, Nöth foi professor visitante na Universidade de Wisconsin-Green Bay, em Green Bay, Estados Unidos, e em 1994, na Pontifícia Universidade Católica de São Paulo, no Brasil. Desde 1999, é diretor do Centro Científico de Pesquisa Cultural da Universidade de Kassel e presidente da Sociedade Alemã de Semiótica. Seu Manual de Semiótica (primeira vez em 1985) oferece uma visão abrangente da história e várias orientações da semiótica, descrevendo as ideia dos semióticos mais importantes.

## Trabalhos selecionados
- Winfried Nöth: Strukturen des Happenings. Olms, Hildesheim/New York 1972
- Winfried Nöth: Semiotik: Eine Einführung mit Beispielen für Reklameanalysen. Niemeyer, Tübingen 1975
- Winfried Nöth: Dynamik semiotischer Systeme: Vom altenglischen Zauberspruch zum illustrierten Werbetext. Metzler, Stuttgart 1977.
- Winfried Nöth: Literatursemiotische Analysen – zu Lewis Carrolls Alice-Büchern. Narr, Tübingen 1980
- Winfried Nöth: Handbuch der Semiotik. 2., vollständig neu bearbeitete Auflage. Metzler, Stuttgart/Weimar 2000
- Winfried Nöth/Nina Bishara/Britta Neitzel: Mediale Selbstreferenz: Grundlagen und Fallstudien zu Werbung, Computerspiel und Comics. Halem, Köln 2008.

## Ligações Externas
- Homepage University de Kassel